# Bittersüßer Nachtschatten
Der Bittersüße Nachtschatten (Solanum dulcamara) ist eine Pflanzenart aus der Gattung der Nachtschatten (Solanum) in der Familie der Nachtschattengewächse (Solanaceae). Zu seltenen oder früher verwendeten Trivialnamen zählen Alpranke, Bittersüß, Hirschkraut, Heischkraut, Mäuseholz, Saurebe, Seidelbeere, wilde Stickwurz und Wasserranke. Er beziehungsweise die reifen Früchte sind schwach giftig. Er enthält das Saponin Solanin und mehrere Alkaloide. Die arzneilich genutzten Stängel werden Solani dulcamarae stipites genannt. Der Name Bittersüß soll daher rühren, dass man beim Kauen des Stängels zuerst das Bittere, später das Süße schmecke.

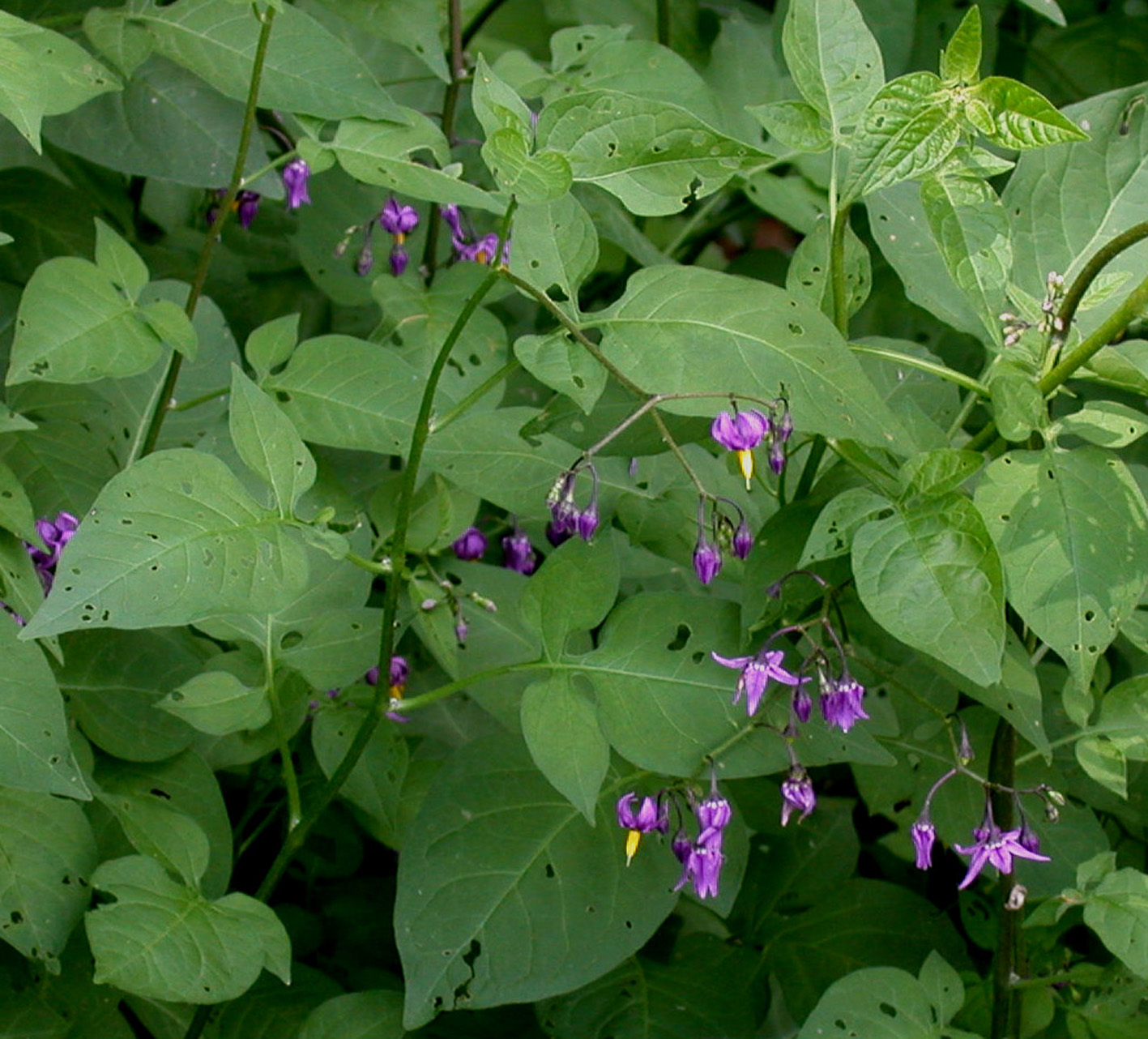
Bittersüßer Nachtschatten

## Beschreibung

### Vegetative Merkmale
Der Bittersüße Nachtschatten ist eine krautige oder verholzende Kletterpflanze, deren oberirdische Teile sich über 8 bis 10 Meter ausbreiten können. Unterirdisch können die Sprosse ausgebreitet oder kriechend wachsen. Die Sprosse sind nur selten unbehaart, meistens sind sie behaart, die Dichte der Behaarung kann stark schwanken. Die Trichome sind einfach und einreihig oder verzweigt, beide Formen können gemischt auftreten. Sie bestehen aus vier bis acht Zellen, werden bis zu 1,5 Millimeter lang und sind meist weiß. Die Borke älterer Sprosse ist grau bis gelblich grau gefärbt.
Die sympodialen Einheiten beinhalten viele Laubblätter. Die Blätter sind sehr variabel und können sogar an einem Spross unterschiedlichste Formen und Größen annehmen. Sie können einfach oder bis zu dreifach fiederspaltig sein, werden 2,5 bis 7 Zentimeter lang und 1,2 bis 6 Zentimeter breit. Der Umriss kann elliptisch oder eiförmig bis herzförmig sein. Die oberen Blätter sind meist geöhrt, spießförmig oder mit ein bis zwei Fiederzipfeln ausgestattet. Die Oberseite ist unbehaart bis mäßig mit einreihigen oder verzweigten Trichomen von bis zu 1,5 Millimeter Länge entlang der Adern und auf der Blattfläche behaart. Die Unterseite ist spärlich bis dicht und meist stärker als die Oberseite behaart, die Form der Trichome gleicht denen der Oberseite. Von der Mittelachse entspringen sechs bis neun Paar Seitenadern. Die Basis ist abgeschnitten oder herzförmig, die Blattränder sind ganzrandig oder meist zweifach oder selten öfter gelappt. Die Lappen befinden sich an der Basis der Blattspreite und verjüngen sich zu den Einschnitten hin. Nach vorn ist die Blattspreite spitz oder zugespitzt. Der Blattstiel ist meist 0,5 bis 2 Zentimeter lang, selten auch länger und weist eine ähnliche Behaarung wie die Stängel auf.

### Blütenstände und Blüten

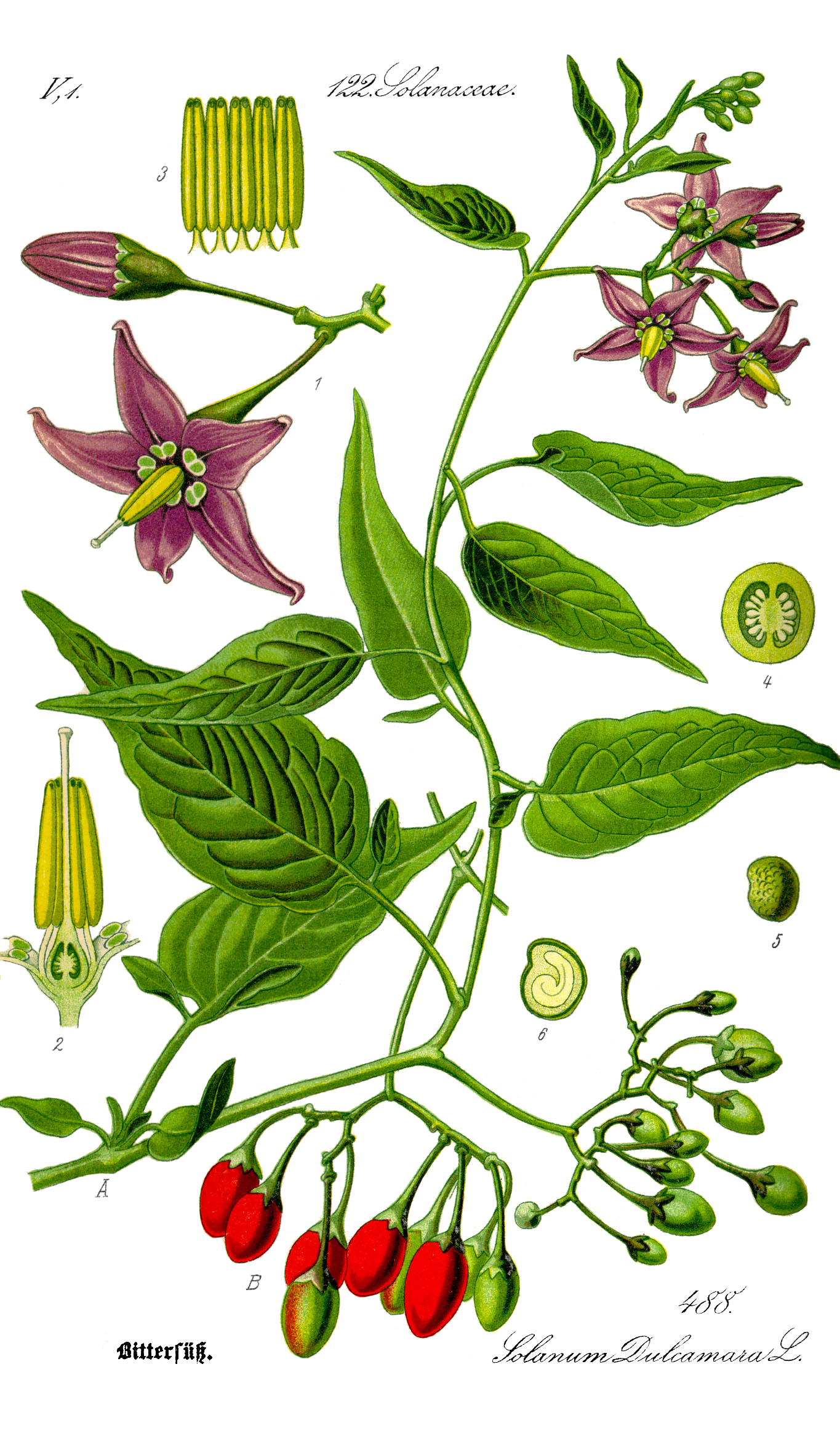
Bittersüßer Nachtschatten (Solanum dulcamara), Illustration

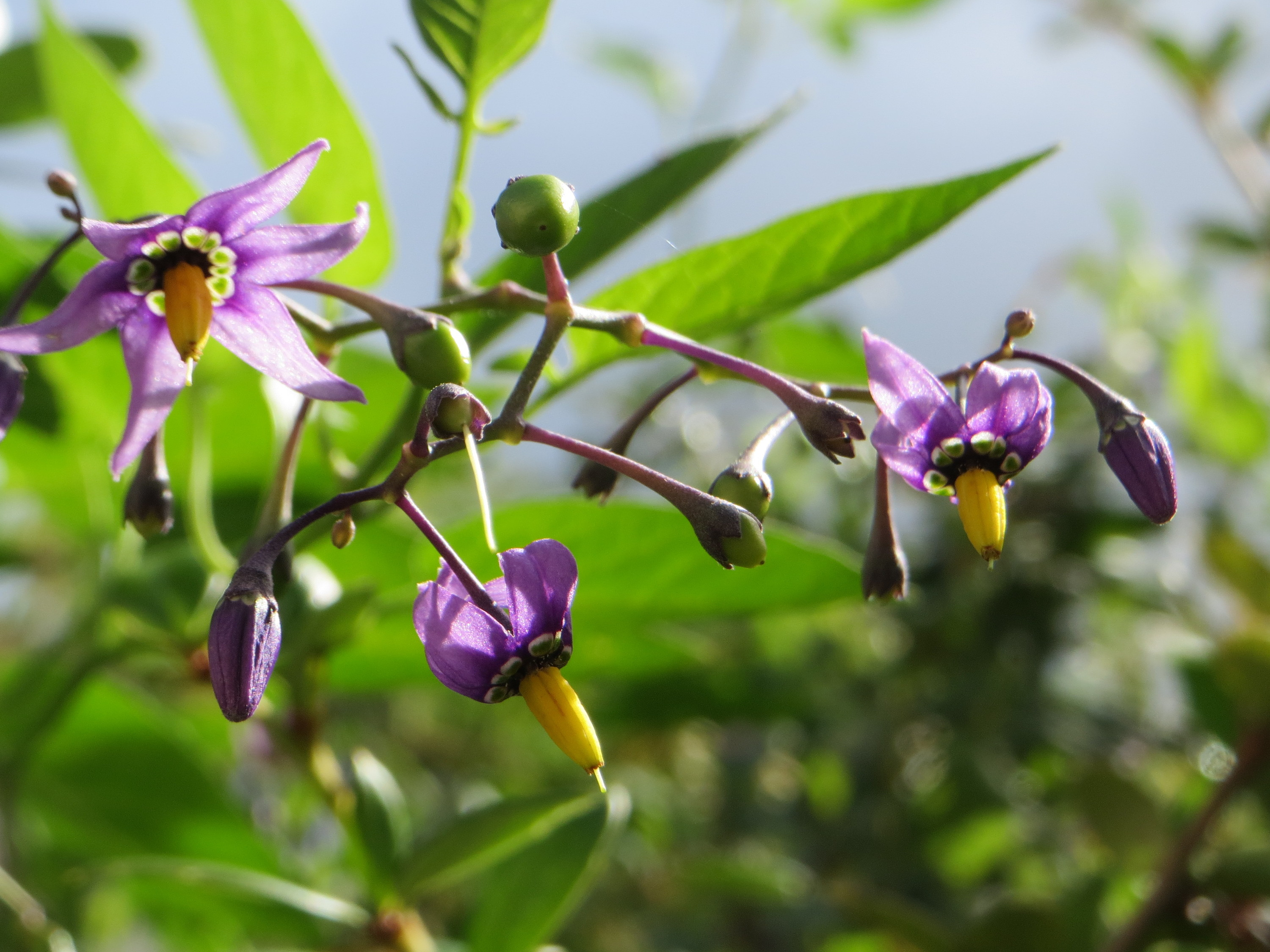
Bittersüßer Nachtschatten (Solanum dulcamara)

Die Blütenstände stehen endständig oder seitlich, jedoch nicht den Laubblättern gegenüberstehend. Sie sind 4 bis 15 Zentimeter (manchmal jedoch nur 1 Zentimeter) lang, vielfach verzweigt, unbehaart bis mäßig behaart und beinhalten bis zu 40 Blüten, von denen immer nur wenige gleichzeitig geöffnet sind. Die Rachis ist oftmals purpurn überhaucht. Der Blütenstandsstiel ist meist 1 bis 7 Zentimeter (selten nur 0,5 Zentimeter) lang. Die Blütenstiele sind zur Blütezeit 6 bis 12 Millimeter lang, messen 1 Millimeter im Durchmesser und sind schlank, abstehend, oftmals purpurn-grün. Sie sind unbehaart bis spärlich behaart, die Trichome sind meist einreihig und nur selten verzweigt und bis zu 0,5 Millimeter lang. An der Basis ist der Blütenstiel gewinkelt und von einer kleinen Hülle umgeben, die einen auffällig geschwollenen Zapfen an der Blütenstandsachse hinterlässt. Die Blütenstandsachse ist zickzackförmig aufgebaut, die Kerben, die die Blütenstiele hinterlassen, stehen unregelmäßig weit auseinander, meist 1 bis 5 Millimeter, selten auch bis 10 Millimeter.
Die Knospen sind gewunden, die Krone steht schon lange vor der Blütezeit über die Kelchröhre hinaus. Die Blüten selbst sind fünfzählig, alle Blüten eines Blütenstandes sind zwittrig. Die Kelchröhre ist breit konisch und 1 bis 1,5 Millimeter lang. Sie ist mit breit dreieckigen Kelchzipfeln besetzt, die weniger als 0,5 Millimeter lang sind. Sie sind unbehaart oder mit einreihigen, weißen Trichomen besetzt. Die Spitze ist zugespitzt, der Rand ist papillös. Die Krone misst 1,5 bis 2 Zentimeter im Durchmesser und ist tief (bis zu 3/4 der Strecke bis zur Basis) sternförmig gespalten. Sie ist purpurn, violett oder weiß gefärbt, an der Basis jedes Kronlappens finden sich grüne und leuchtend weiße Punkte. Die Kronlappen sind 6 bis 8 Millimeter lang und 2,5 bis 3 Millimeter breit, zur Blütezeit sind sie stark zurückgebogen, sie können an der Spitze und an den Rändern fein papillös sein, oder sie sind vollständig unbehaart. Gelegentlich findet sich jedoch auf der Außenseite eine dichte Behaarung aus einreihigen, unverzweigten Trichomen.
Die durch die Verwachsung der Staubbeutel entstehende Röhre ist sehr fein; die Staubfäden stehen auf 0,5 Millimeter einzeln voneinander, sie sind unbehaart. Die Staubbeutel sind 4,5 bis 6 Millimeter lang, etwa 1 Millimeter breit, stark zusammengeneigt und zu einer einzigen Reihe verwachsen. Sie öffnen sich über Poren an den Spitzen, auch im Alter erweitern sich diese Poren nicht zu Schlitzen. Der Fruchtknoten ist unbehaart. Der Griffel ist 5 bis 9 Millimeter lang und ebenfalls unbehaart. Er trägt eine feine, köpfchenförmige Narbe mit papillöser Oberfläche.

### Früchte und Samen

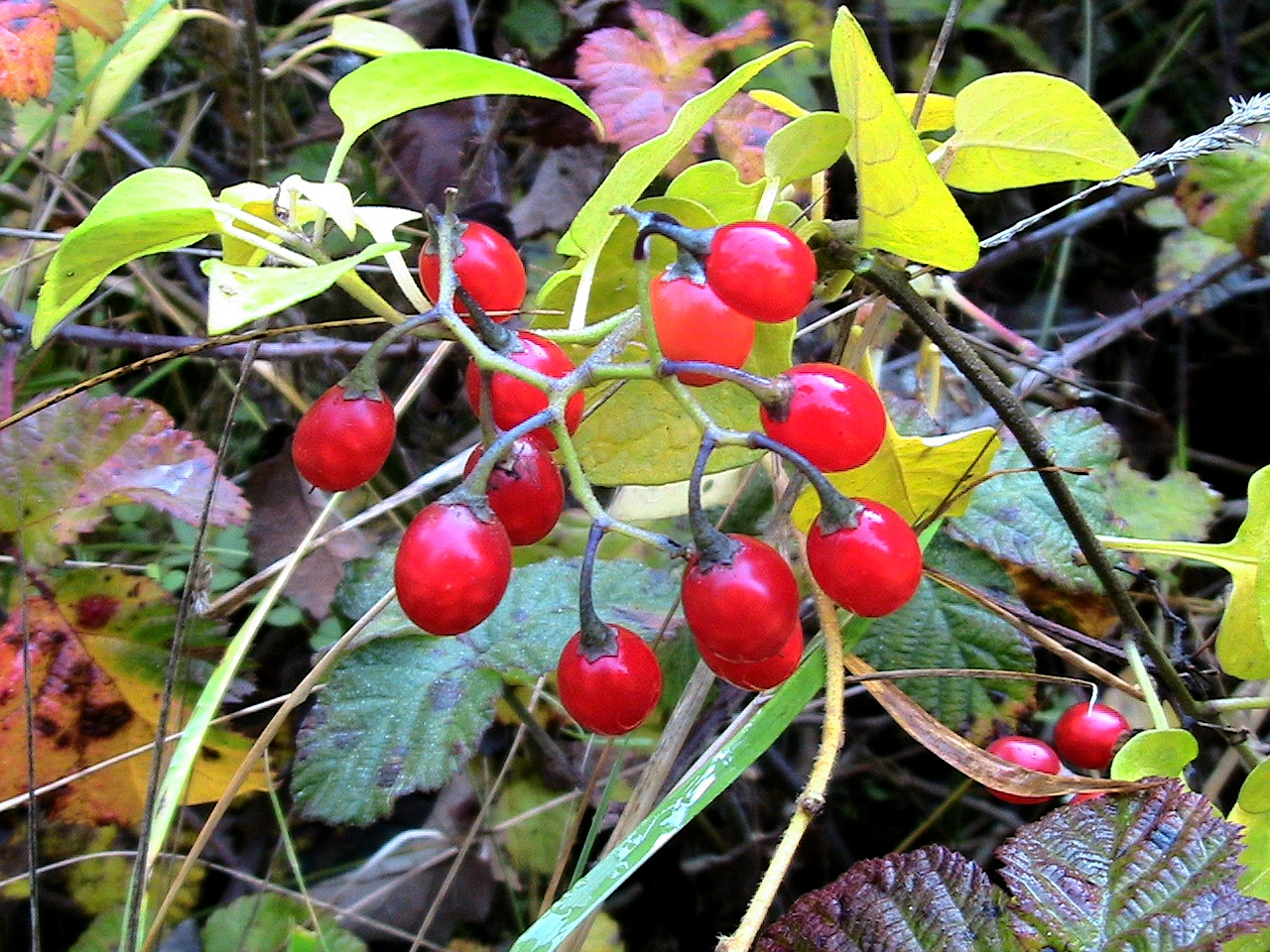
Bittersüßer Nachtschatten (Solanum dulcamara), fruchtend

Die Frucht ist eine kugelförmige bis elliptische Beere. Sie wird 0,6 bis 1,1 Zentimeter lang und 0,6 bis 1,5 Zentimeter breit. Zur Reife ist sie leuchtend rot gefärbt, das Perikarp ist dünn und glänzend. Die Blütenstiele haben sich an der Frucht auf bis zu 1,3 Zentimeter verlängert und messen 1 bis 1,5 Millimeter im Durchmesser. Sie sind abstehend und nicht auffällig holzig. Jede Frucht enthält mehr als 30 Samen. Diese sind flach nierenförmig, etwa 3 Millimeter lang und 2 Millimeter breit. Die Oberfläche ist blassgelb oder bräunlich, fein gekörnt, die Zellen der Samenschale sind fünfseitig.
Die Art besitzt die Chromosomenzahl 2n = 24.

## Verbreitung und Standorte

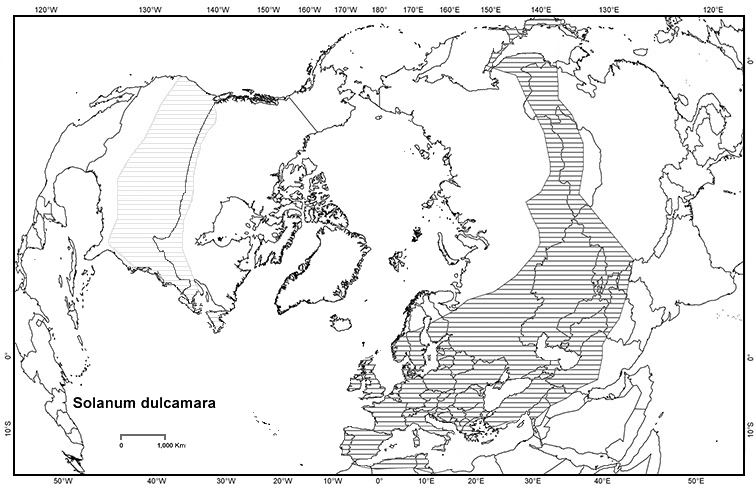
Verbreitung des Bittersüßen Nachtschattens (nach Knapp, 2013)

Der Bittersüße Nachtschatten ist in weiten Teilen Europas, Asiens und im nördlichen Nordamerika verbreitet. In Eurasien reicht das Verbreitungsgebiet von Spanien bis nach Sibirien und das nördliche Japan. Man geht davon aus, dass die nordamerikanischen Vorkommen Einschleppungen sind, da die ersten Herbarbelege erst aus dem frühen 19. Jahrhundert stammen. Es ist aber nicht ausgeschlossen, dass die Art eine natürliche circumboreale Verbreitung besitzt. Die Art ist in Mitteleuropa in allen Höhenlagen bis 1700 Meter Meereshöhe anzutreffen. Sie steigt im Berner Oberland bis 1580 Meter, bei Heiligkreuz im Ötztal bis 1700 Meter und im Kanton Wallis bis 1700 Meter Meereshöhe auf.
Die Art wächst an einer Vielzahl von Standorten in gemäßigtem Klima, meist in der Nähe von Wasser und an offenen Standorten mit ausreichend Licht. Obwohl sie verholzend ist, wächst sie selten bis in die Kronenschicht hinein, vielmehr ist sie oftmals in Dickichten und zwischen anderer niedriger Vegetation zu finden.
Die ökologischen Zeigerwerte nach Landolt et al. 2010 sind in der Schweiz: Feuchtezahl F = 3+w+ (feucht aber stark wechselnd), Lichtzahl L = 3 (halbschattig), Reaktionszahl R = 3 (schwach sauer bis neutral), Temperaturzahl T = 3+ (Unter-montan und ober-kollin), Nährstoffzahl N = 4 (nährstoffreich), Kontinentalitätszahl K = 3 (subozeanisch bis subkontinental), Salztoleranz 1 = tolerant.

## Systematik
Der Bittersüße Nachtschatten ist eine im Phänotyp sehr variable Art, so dass teilweise eigenständige Arten oder unterschiedliche Varietäten beschrieben worden sind. Die Variation betrifft vor allem die Größe und Aufteilung der Laubblätter, Behaarung und Farbe der Blüten, seltener auch eine Abhängigkeit vom Standort. So wurden beispielsweise küstennahe Formen mit sukkulenten Blättern entweder als Solanum dulcamara var. marinum oder als Solanum littorale bezeichnet. Für großfrüchtige Pflanzen aus dem östlichen Rand des Verbreitungsgebietes wurde die Varietät Solanum dulcamara var. macrocarpum eingeführt. Eine Sippe von Pflanzen aus den Sumpfgebieten nahe heißer Quellen bei Lenkoran (Aserbaidschan), die aus kurzen aufrechten Sprossen bestehen, die durch kriechende Stängel miteinander verbunden sind, und nur kleine Blütenstände aus wenigen Blüten besitzen, wurden als Solanum kieseritzkii beschrieben. Als Solanum pseudopersicum wurden unbehaarte Pflanzen mit nicht geteilten Blättern, als Solanum kitagawae unbehaarte Pflanzen mit geteilten Blättern bezeichnet. Da eine wirkliche Abhängigkeit von geographischen Standort und Habitat nicht nachgewiesen werden kann, werden diese Arten und Varietäten nicht mehr unterschieden.

## Ökologie
Die Pflanzenart wird gewöhnlich von Insekten, in erster Linie Haut- und Zweiflügler, bestäubt. Der Pollen ist in röhrenförmigen Staubbeuteln verborgen. Nur über ein winzig kleines Loch an der Unterseite der Staubbeutel kann er nach außen gelangen. Durch kräftige Vibrationen mit Hilfe ihrer Flugmuskeln können manche Bienenspezies den Pollen nach außen befördern. Dieser Vorgang wird als Vibrationsbestäubung bezeichnet. Selbstbestäubung führt ebenfalls häufig zum Fruchtansatz. In Pflanzengesellschaften findet man den Bittersüßen Nachtschatten u. a. in Tieflagen-Weidengebüschen, Flachmoor-Gebüschen und Erlen-Bruchwäldern vor.
Sowohl die Larven als auch erwachsene Exemplare des Kartoffelkäfers fressen an Teilen des Bittersüßen Nachtschattens. Die ursprünglichen Verbreitungsgebiete der beiden Arten überschneiden sich nicht, jedoch wurden der Kartoffelkäfer nach Europa und der Bittersüße Nachtschatten nach Nordamerika eingeschleppt. Beispielsweise im US-Bundesstaat Connecticut ist die Pflanze die verbreitetste Nahrungspflanze des Käfers. Es wurde nachgewiesen, dass die über die Pflanzenentwicklung hinweg unterschiedlichen Inhaltsstoffe Einfluss auf die Entwicklung und Fortpflanzungszyklen der Käfer haben.
Die Ausbreitung der Diasporen erfolgt über Verdauungsausbreitung und Klettausbreitung.

## Giftigkeit
Alle Pflanzenteile enthalten giftige Steroidalkaloide und mit diesen verwandte Saponine. Verschiedene Alkaloide wurden in den Blättern und Beeren nachgewiesen. Hauptkomponenten sind Glycoside der drei Spirosolanalkaloide Tomatidenol, Soladulcidin und Solasodin, manchmal finden sich auch freie Alkaloide. Alpha-, beta- und gamma-Solamarine sind Glycoside des Tomatidenol, während Soladulcine A und B von Soladulcidin stammen. Solasonin und Solamargin sind Glycoside des Solasodin.
Andere aus der Pflanze isolierte Stoffe sind Saponine wie Soladulcoside A und B, frei Sterine wie Tigogenin und Lycopin.
In den grünen und gelb werdenden Beeren ist der Glyco-Alkaloidanteil am höchsten, niedriger in den Blättern und Stängeln und am niedrigsten, bis fast fehlend, in vollreifen Früchten. Für Kinder können 30 bis 40 (oder weniger) unreife Beeren tödlich sein.
Die Pflanzenart bildet möglicherweise drei verschiedene Rassen aus, die sich äußerlich nicht unterscheiden, aber eine unterschiedliche Alkaloidzusammensetzung besitzen. Die Tomatidenol-haltige Rasse kommt westlich der Elbe vor, die Soladulcidin-haltige Rasse östlich der Elbe und die Solasodin-haltige Rasse in Ungarn, Bulgarien und Frankreich.
Die deutsche Tabakverordnung verbietet die Verwendung des Bittersüßen Nachtschattens in Tabakprodukten.

## Pharmakologie
Die giftige Droge selbst wird heute weniger verwendet; zur Anwendung kommen vielmehr Fertigpräparate mit standardisierten Extrakten (Solani dulcamarae stipites) aus den Stängeln. Die Verwendung dieser Extrakte zur äußeren Anwendung ist nach Kommission E akzeptiert zur Unterstützung bei chronischen Ekzemen. Inhaltsstoffe sind: Steroidalkaloidglykoside (0,07–0,4 %), wie alpha- und beta Solamarin, sowie Steroidsaponine (0,18 %). Als gesichert gelten heute immunsuppressive, cortisonähnliche, entzündungshemmende und juckreizmindernde Wirkungen der Präparate. Dementsprechend werden sie zur unterstützenden Therapie bei chronischen Hautleiden eingesetzt wie bei Ekzemen oder Neurodermitis. Gegenanzeigen sind Schwangerschaft und Stillzeit. Nach Ansicht der europäischen Arzneimittel-Agentur (EMA) sollte sich die Anwendung auf Erwachsene beschränken, nicht länger als zwei Wochen dauern und nicht oral vorgenommen werden.
In der mittelalterlichen Heilkunde fand der Bittersüße Nachtschatten als Schmerzmittel (etwa bei Knochen- oder Gliederschmerzen) und abschwellendes Mittel bei entzündungsbedingten Schwellungen Anwendung. In der Volksheilkunde wurde die Pflanze auch als Blutreinigungstee, bei Übelkeit, Rheuma, chronischer Bronchitis und bei Asthma eingesetzt. Homöopathische Zubereitungen wurden bei fieberhaften Infekten, Erkrankungen der Atmungsorgane, des Magen-Darm-Kanals, der Harnwege, der Gelenke und der Haut verabreicht.

## Zierpflanze
Als Zierpflanze wird der Bittersüße Nachtschatten selten in Parks und Naturgärten angepflanzt. Er benötigt einen vollsonnigen, jedoch feuchten Standort. Die Vermehrung erfolgt über Aussaat und Stecklinge. Es gibt einige Sorten.